# 松平頼芳
松平 頼芳（まつだいら よりよし）は、江戸時代前期から中期にかけての高松松平家御厄介（一門）。松平大膳家の祖。通称は帯刀。

## 略歴
初代藩主・松平頼重の七男として誕生。母は左京（三好氏）。幼名は千松。
延宝4年（1676年）、2代藩主・頼常（従兄にあたる）より3000石を与えられる。宝永3年（1706年）8月3日没。享年40。孫の頼桓は高松藩4代藩主、蜂須賀宗鎮は徳島藩7代藩主、至央は8代藩主となった。